# 高山乡 (东乡族自治县)
高山乡，是中华人民共和国甘肃省临夏回族自治州东乡族自治县下辖的一个乡镇级行政单位。

## 行政区划
高山乡下辖以下地区：
庙尔岭村、岔巴村、中庄村、洒勒村和布楞沟村。